# Викторија (Британска Колумбија)
Викторија (енгл. Victoria, фр. Victoria) је главни град Британске Колумбије, Канада. Основан је 1849. године. Према резултатима пописа 2011. у ужем центру града је живело 80.017 становника, док је у целој територији Викторије, у 13 општина, уписано 344.615 становника. 

## Становништво
Према резултатима пописа становништва из 2011. у ужем центру града (општина Викторија) је живело 80.017 становника, што је за 2,5% више у односу на попис из 2006. када је регистровано 78.057 житеља.
| 2006.  | 2011.  | 2016.  |
| ------ | ------ | ------ |
| 78.057 | 80.017 | 85.792 |

## Партнерски градови
- Суџоу
- Мориока
- Нејпијер
- Хабаровск